# Falsomesosella taibaishana
Falsomesosella taibaishana es una especie de escarabajo longicornio. Fue descrita en 2021 por Lazarev y es endémica de China.
Las larvas de este escarabajo excavan en la madera y pueden causar daños a árboles vivos o talados. 

## Tipo nomenclatural
Localidad tipo: China, provincia de Shaanxi, Parque Nacional Taibaishan, 1350 m.
Holotipo: Macho de la colección Lazarev, China, provincia de Shaanxi, Parque Nacional Taibaishan, 1350 m, 10/06/1999, S. Murzin leg.
Etimología: La especie recibe su nombre del nombre de la localidad tipo: la cordillera Taibaishan.